# كوكي ماتسومورا
كوكي ماتسومورا (باليابانية: 松村航希) هو لاعب كرة قدم ياباني، ولد في 24 مايو 1996 في هيوغو في اليابان. لعب مع Fujieda MYFC ‏.

## وصلات خارجية
- كوكي ماتسومورا على موقع رابطة كرة القدم اليابانية للمحترفين (اليابانية)
- كوكي ماتسومورا على موقع قاعدة بيانات كرة القدم.إي يو (الإنجليزية)
- كوكي ماتسومورا على موقع Soccerway.com (الإنجليزية)